# Vansö kyrka
Vansö kyrka, på Fogdön, cirka 12 kilometer nordväst om Strängnäs.
Kyrkan är av sten. Den äldsta delen är troligen från 1100-talets slut. Kyrkan förlängdes mot öster omkring år 1300. Cirka 1450 förlängdes den ytterligare. Då kom också valven till och även tornet. Tornets övre delar revs 1765, men byggdes upp på nytt 1901-1902.
Sistnämnda år byggdes också ett smalare kor. Kyrkan genomgick 1901–1902 en restaurering under ledning av Fredrik Lilljekvist och restaurerades på nytt 1938 under ledning av Erik Fant.
Omkring år 1680 började kyrkans östra del att rämna p.g.a. att kyrkan inte hade byggts på fast berggrund. Detta medförde att man 1682 förstärkte den med två jättelika diagonala strävpelare
på östra kyrkväggen samt med den ännu bevarade strävpelaren på sydväggen.
Interiören har kalkmålningar från ca 1460.

## Kyrkogården
Nuvarande kyrkogårdsmur med järngrindar i öppningarna murades upp av dalkarlar 1776. Innan dess fanns en murad kyrkogårdsmur försedd med spåntak och murade stigluckor. Det fanns två portar, stora och lilla, 1754 gjordes en ny port på östra sidan. En klockstapel fanns till början av 1900-talet vid södra kyrkogårdsmuren. Den omtalas första gången 1711 men var då inte ny.

## Inventarier
Predikstolen är troligen tillverkad vid mitten av 1600-talet. Altarskået härrör från 1490-talet och är troligen tillverkat i Lübeck. Centralmotivet är korsfästelsen. Scenen omges av Johannes döparen, aposten Andreas, samt ett okänt helgon med tre stenar klädd som en diakon (kan vara sankt Lars, sankt Eskil eller sankt Nikolaus), sankt Erik och sankt Botvid, Katarina av Alexandria, Sankta Anna, Sankta Birgitta, Margareta av Antiokia samt sankt Dorotea. Utsidan pryds med scener med Jungfru Maria som centralgestalt. Ytterligare två helgonskåp finns i kyrkan, ett Mariaskåp, troligen tillverkat omkring 1475 och ett skåp tillägnat sankt Olof, tillverkat omkring 1450. Ett triumfkrucifix från cirka 1270-1300 finns i kyrkan, ytterligare ett svårt skadat triumfkrucifix från omkring 1500 finns i kyrkan, troligen färdigställt i samband med kyrkans förlängning. Dopfunten är gotländsk och är från cirka 1300. Kyrkan äger även en dopskål i tenn från 1600-talets senare hälft.

## Kyrksilver
Kyrkans nattvardskalk är av förgylld silver och tillverkad 1801 av guldsmeden Alexander Prytz i Strängnäs. Den tillhörande paténen är på brättet graverat med ett pärlband, där även Kristi huvud och hans genomstugna händer och fötter avbildas. Mitten av paténen avbildar madonnan på månskäran och två sköldar med bomärken. Paténen torde härröra från början av 1500-talet. En oblatask med drivna blomsterornament härrör från omkring 1700. En annan oblatask är avlångt sexkantig med graverade och punsade blad- och bandornament, den är tillverkad 1723 av guldsmeden Andreas Wall i Stockholm. En päronformad kanna bär initialerna I.G. och M.B.D.B. och vapen för ätterna Grundel och de Besche, syftande på landshövding Jacob Grundel och hans hustru Margareta Beata de Besche. Jacob Grundel köpte 1736 en murad gravkammare i Vansö kyrka. Kannan är tillverkad 1737 av guldsmeden Petter Henning den yngre i Stockholm. Kyrkans sockenbudskalk är ornerad med graverade växtornament med applicerade blommor och härrör från slutet av 1500-talet. Kyrkans brudkrona av förgyllt silver inköptes 1736.

## Textilier
Till kronan hörde då den inköptes 1736 ens skrud, bestående av kjortel, snörliv och mantel samt en peruk. Till skruden inköptes 1738 bland annat 3 kvarter nättelduk och 3 alnar spetsar. 1740 inköptes även en brudpäll. Brudpällen som ännu finns bevarad är av grönt siden med spets av guldtråd och försedd med mellanspets och blomsterbroderier av silver och silke. Bland andra textilier märks en mässhake av ursprungligen guld damast med gråviolett mönster, troligen från 1600-talets början. På mässhaken är påsydda större partier av stola från medeltiden. Stolan har varit av guldbrokad med mörkblått mönster. På ändrarna är två vapen broderade - ett för Strängnäs stift och ett för Konrad Rogge. Stolan har troligen tillhört en skrud som ännu finns bevarad i Strängnäs domkyrka. Intressant är även ett antependium täckt av korsstygnsbroderier, i mitten med motiv av Nattvarden och däromkring ett rikt blomstermönster. Den är signerad "I:H. - H. G. Anno 1736". Kyrkoräkenskaperna visar att den donerats av kyrkoherden Harmolin och broderats av hans döttrar.

## Ljusredskap
Kyrkans stora ljuskronor skänktes till kyrkan av olika givare i samband med renoveringen 1901–1902. Tre äldre ljuskronor finns dock kvar. En med sex armar som hänger framför orgelläktaren härrör från mitten av 1600-talet men skänktes till kyrkan 1781 av en kapten Rehnstrahl. Två andra med tre armar, den ena framför dopaltaret och den andra i prästgården skänktes 1790 av häradsdomaren Jonas Andersson och hans hustru Anna Christina Lindström.

## Kyrkklockor
Storklockan göts i Stockholm av mäster Jurgen Putensens änka 1662 och pryds av en porträttmedaljong av Karl XI och ett krucifix i relief. Lillklockan skänktes till kyrkan 1647 av Axel Oxenstierna och hans hustru Anna Åkesdotter Bååt och göts av Jurgen Putensen i Stockholm.

## Orgel
- 1850 bygger Gustaf Andersson, Stockholm en orgel med 6 stämmor.
- Den nuvarande pneumatiska orgeln byggdes 1939 av Olof Hammarberg, Göteborg. Fasaden och en stor del av orgeln härrör från 1850 års orgel. Den omdisponerades 1959 av Einar Berg, Bromma.

| Manual I           | Manual II     | Pedal      | Koppel    |
| Principal 8´       | Gedackt 8´    | Subbas 16´ | I/P       |
| Dubbelflöjt 8´     | Principal 4´  |            | II/P      |
| Oktava 4´          | Blockflöjt 2' |            | II/I      |
| Kvintadena 4´      | Kvinta 1 1/3' |            | II 16'/II |
| Rauschkvint 2 chor |               |            | II 4'/I   |
|                    |               |            | II 4'/P   |

## Galleri

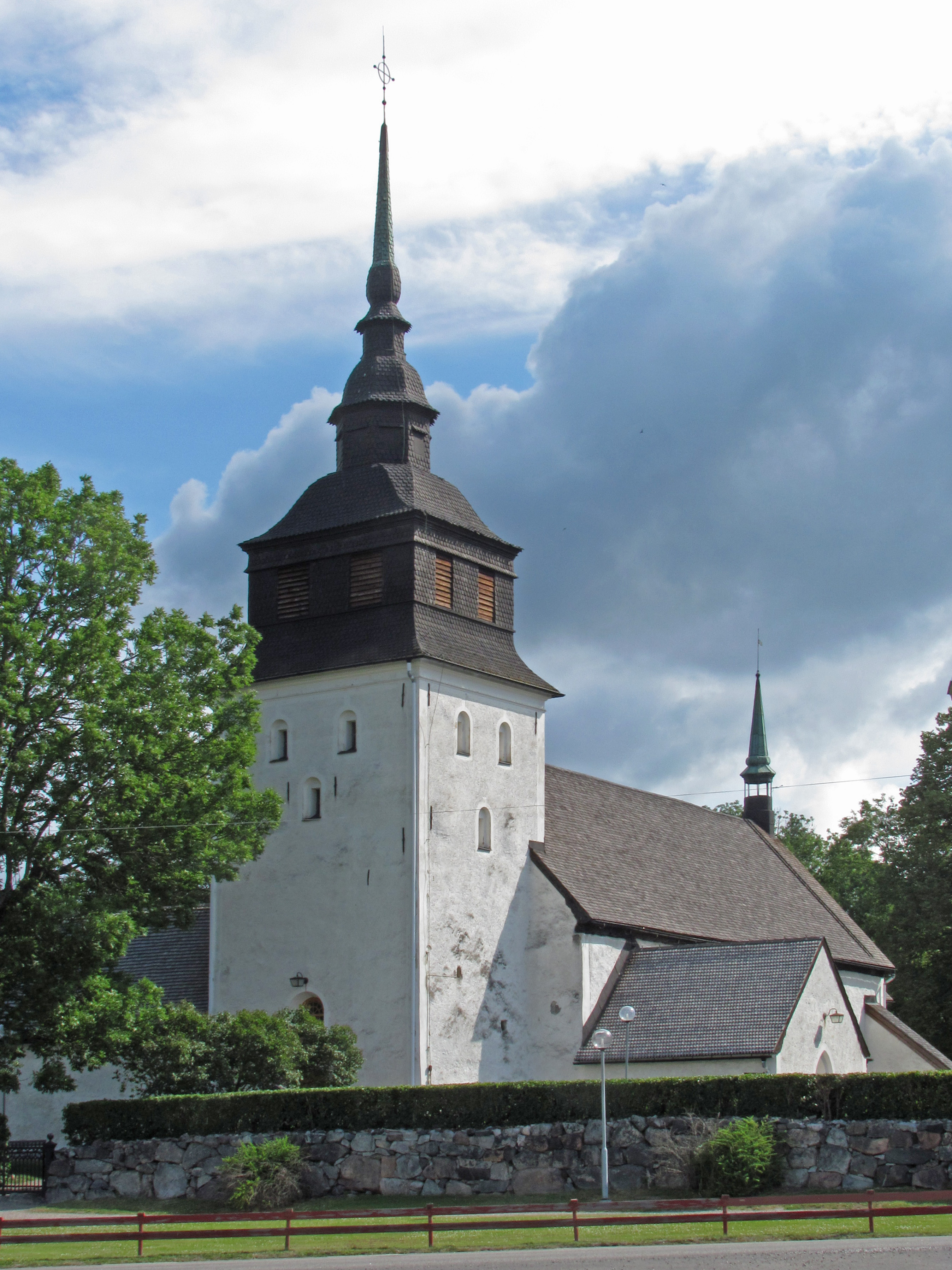
Vansö kyrka från sydväst
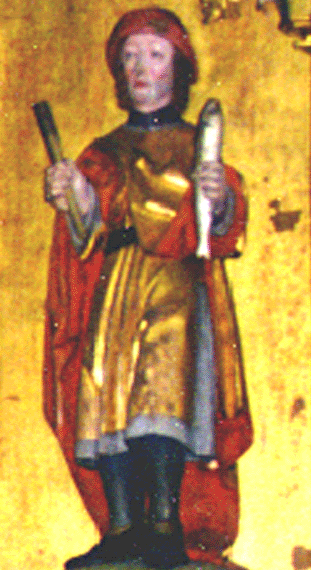
Sankt Botvid